# Marilia mogtiana
Marilia mogtiana är en nattsländeart som beskrevs av Malicky 1989. Marilia mogtiana ingår i släktet Marilia och familjen böjrörsnattsländor. Inga underarter finns listade i Catalogue of Life.